# Formació d'Evanston
La Formació d'Evanston, Evanston Formation, és una formació geològica situada a Wyoming, Estats Units, els estrats de la qual daten del Cretaci tardà. Entre els fòssils que conté n'hi ha de dinosaures.

## Paleofauna de vertebrats
- Alamosaurus sp.
- Triceratops horridus
- T. flabellatus (realment correspon a un T. horridus)